# ФК Младост Бајинци
ФК Младост је фудбалски клуб из Бајинци (Србац) који се такмичи у Општинској лиги - Лакташи - Прањавор - Србац.

## Историја
Бајиначка Младост је основана 1975. године у ФНРЈ. 

## Познати бивши играчи
| Бр. |                                                  | Позиција | Играч           |
| --- | ------------------------------------------------ | -------- | --------------- |
|     | Социјалистичка Федеративна Република Југославија | Н        | Томо Радомир    |
|     | Социјалистичка Федеративна Република Југославија | Н        | Васо Драгојевић |
|     | Босна и Херцеговина                              | О        | Жељко Секулић   |

## Досадашњи успјеси
Међуопштинска лига РС-Градишка-Исток 2012/13 (3. мјесто)
Куп Републике Српске у фудбалу 2017/18 (1/8 финала)